# Mahdalijiwka
Mahdalijiwka (ukr. Магдаліївка) – przystanek kolejowy pomiędzy miejscowościami Popławy i Skałat, w rejonie tarnopolskim, w obwodzie tarnopolskim, na Ukrainie.